# Фіалка запашна
Фіа́лка запашна́ (Viola odorata) — багаторічна рослина родини фіалкових.  Неморальний релікт. Лікарська, медоносна, декоративна та ефіроолійна культура. В Україні широко поширена рослина. Цей вид відомий також під народними назвами фіа́лка паху́ча, кі́нські копи́тця, пі́длісок, причому останні дві назви вказують на форму листя і типові місця зростання під кронами дерев.

## Опис

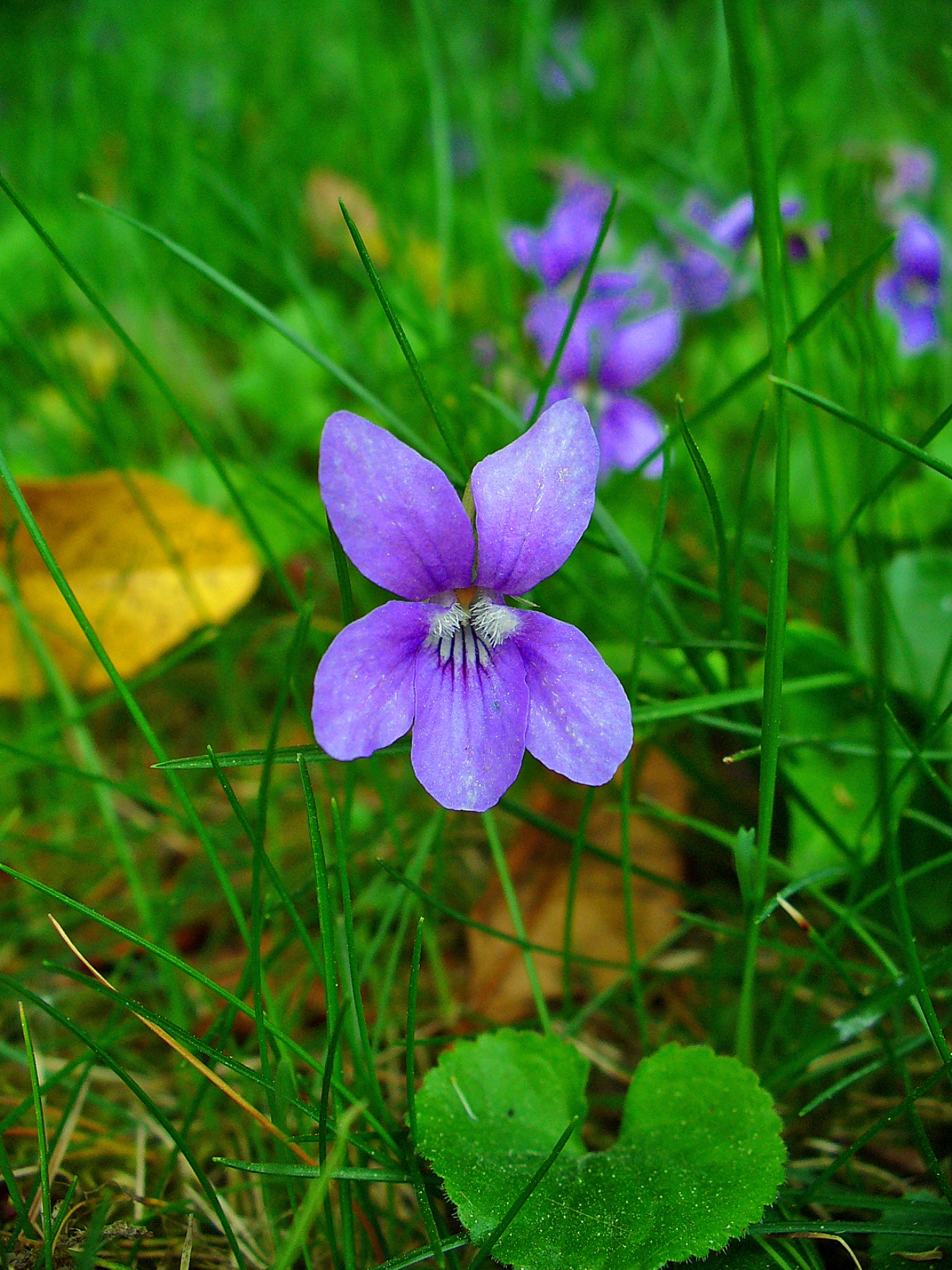
Вигляд квітки спереду

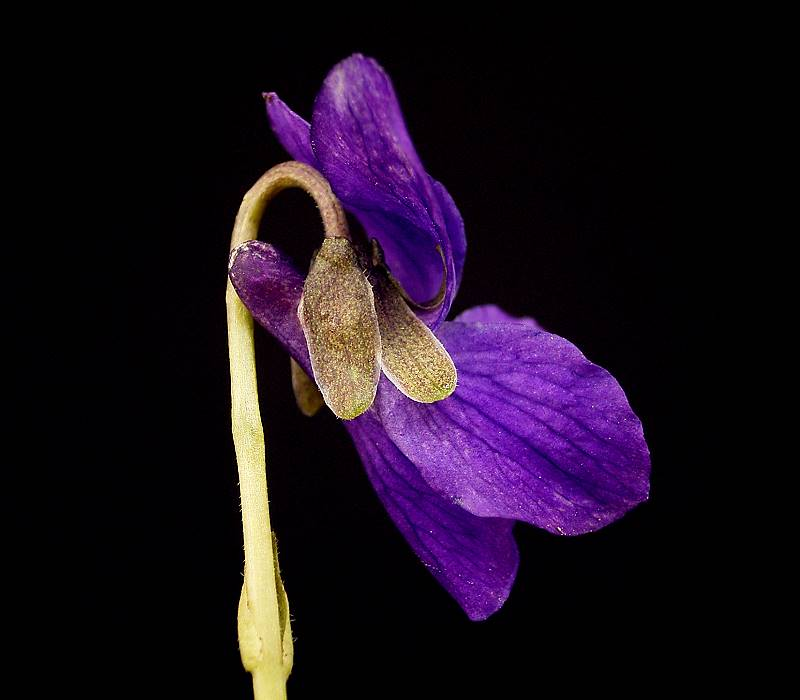
Вигляд квітки збоку

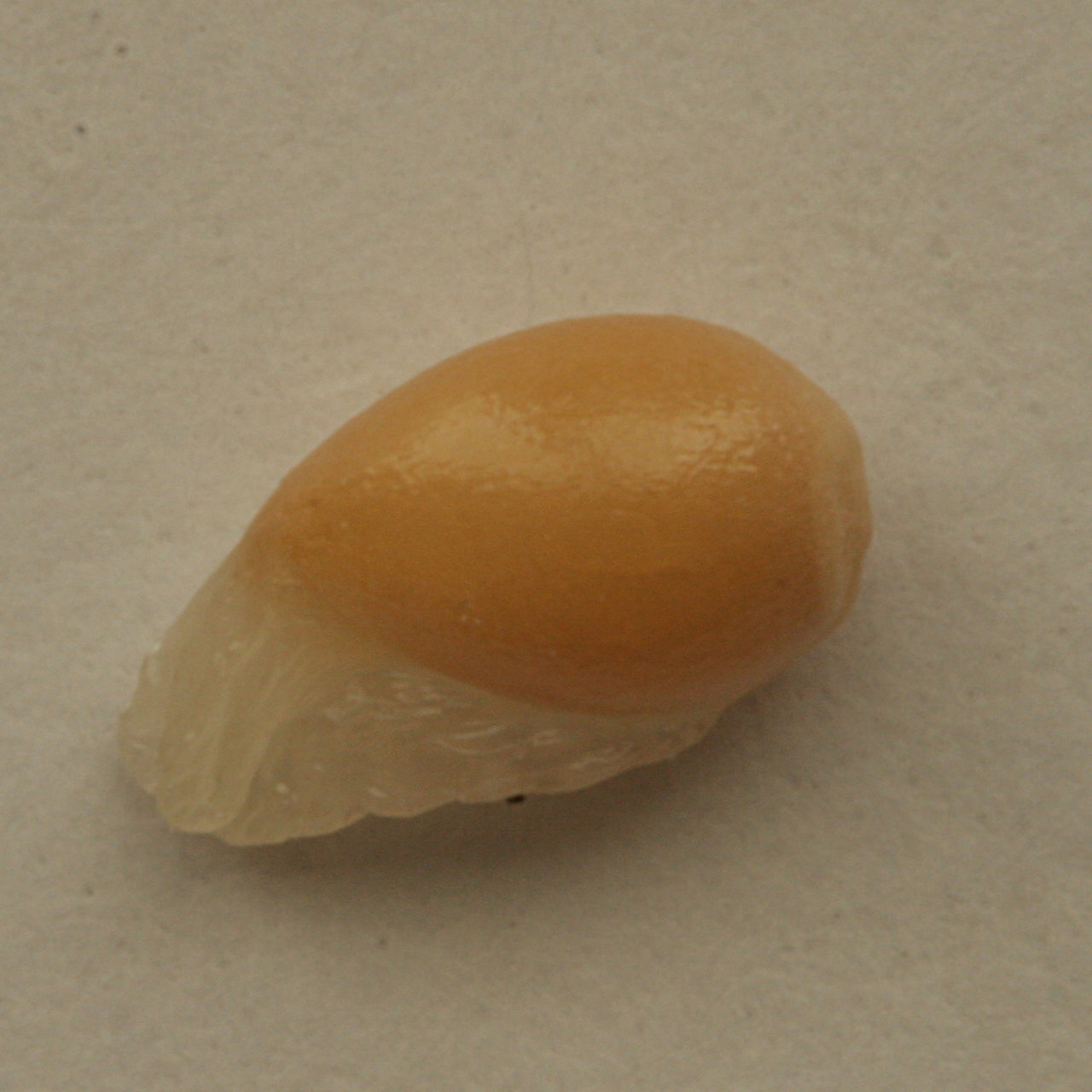
Насінина з елайосомою

Трав'яниста рослина 5—15 см заввишки. Кореневище повзуче, малорозгалужене, товсте. Надземні пагони повзучі, тонкі (завширшки 1,5—2 мм), укорінюються у вузлах. Листки зібрані в прикореневу розетку, чергові, широкоовальні, ниркоподібні або округлояйцеподібні. Черешки довгі. Листкові пластинки при основі глибокосерцеподібні, по краю городчасті, темно-зелені, короткопухнасті або голі, з тупою верхівкою. Прилистки парні, цілокраї, яйцеподібно-ланцетні з торочками, довжина яких вдвічі менша за ширину.
Квітки запашні, поодинокі, розташовані на довгих квітконіжках, неправильні, роздільнопелюсткові. Оцвітина подвійна: складається з 5 тупих, голих чашолистків і 5 різних пелюсток. Нижня пелюстка зі шпоркою, на верхівці виїмчаста, інші — округлі; бічні пелюстки менші від інших. Віночок синьо-фіолетовий, рідше рожевий або білий. Тичинок 5, вони з короткими нитками і лускоподібними придатками, що піднімаються над пиляками. Маточка одна: зав'язь верхня, стовпчик короткий, приймочка потовщена із загнутим донизу носиком. Плід — куляста пухнаста коробочка, що відкривається трьома стулками. Її діаметр сягає 3—5 мм. Насіння дрібне, блідо-жовте, 1,25—1,75 мм завдовжки та 0,75—1,25 мм завширшки. Кожна насінина має білуватий, соковитий придаток (елайосому), який приваблює мурах.
Фіалка запашна росте по всій Україні в листяних, рідше мішаних лісах і в чагарниках. Тіньолюбна. Цвіте у квітні-травні. Заготовляють у районах поширення.

## Екологія
Рослина відносно тіньолюбна, помірно вологолюбна і морозостійка, хоча віддає перевагу регіонам з м'яким кліматом. Зростає у напівзатінку, на плодючих, пухких ґрунтах. Поширена у листяних лісах, рідше — у мішаних лісах та заростях чагарників, де займає переважно галявини, узлісся, прогалини між кронами дерев. При повному освітленні потребує регулярного поливу, ксеротермічного напруження не витримує.
Розмножується переважно вегетативно, дещо рідше — насінням. Цвітіння відбувається у квітні-травні, можливе повторне цвітіння наприкінці літа. У цього виду поширене самозапилення. Плодоносить в червні. Насіння поширюється виключно мурахами, яких приваблюють соковиті придатки насінин. Вхопивши насінину, мураха тягне її до мурашника, де з'їдає придаток, а решту кидає напризволяще. Оскільки зародок насінини при цьому залишається неушкодженим, вона сходить. Більш того, дрібні ушкодження оболонки насіння, яке спричинюють мурахи, навіть сприяють його проростанню.
Разом з тим, в лісі насіннєве розмноження не відіграє значної ролі, оскільки коефіцієнт вегетативного відтворення у фіалки запашної дуже високий. Численні повзучі пагони цієї рослини легко укорінюються. В перший рік після укорінення рослини утворюють невелику безплідну розетку, а на другий рік такі особини вже квітнуть. Таким чином за кілька років батьківські особини здатні утворити суцільний килим під покривом лісу.

## Поширення
Ареал охоплює майже усю Європу, Кавказ, Малу та Передню Азію, північ Африки. Слід зазначити, що в Європі найбільші популяції зосереджені у західній, центральній та південній частині континенту. В Україні ця рослина звичайна. Далі на схід від Москви фіалка запашна стає рідкісною, а межею розповсюдження виду слід вважати річку Волгу. Регіонально рідкісний вид, занесений до Червоної книги Челябінської області (Росія). В Челябінській області вид охороняється на теренах пам'яток природи «Річка Аша» та «Липова гора». 

## Застосування
Фіалку запашну збирають навесні та влітку з квітками, листками та кореневищами з коренями. Усі її частини містять ефірну олію, яку використовують у парфумерії. Сировину сушать на горищі або в добре провітрюваному приміщенні, розстеливши на папері чи тканині тонким шаром. Висушену сировину зберігають у картонних або фанерних коробках, вистелених папером.
У зв'язку з хижацькою заготівлею фіалок на букети, особливо фіалки запашної, вони потребують охорони.